# مرکادور
مرکادور (انگلیسی: Mercator) شرکت خرده‌فروشی اسلوونیایی است، که در سال ۱۹۴۹ تأسیس شد.